# Tait (Volk)
Die Tait, korrekter Tiyt sind eine historische große Siedlungsgruppe mehrerer Siedlungen, bzw. Stämme der Stó:lō (Lower Fraser Salish) des Upper Fraser River Valley zwischen Bridal Falls im Bridal Veil Falls Provincial Park und Yale (Puchí:l), entlang des Coquihalla River (Skw'ikw'iyá:la) bis zu Spuzzum in der kanadischen Provinz British Columbia bildeten. Auf Grund ihrer Siedlungsgebiete die bereits im Osten an das Plateau grenzten und sie am weitesten flussaufwärts wohnten wurden die „Tiyt (Tait)“ auch als Upper Stó:lō bezeichnet.
Die „Tiyt (Tait)“-Siedlungsgruppen namens „Pópkw’em (Popkum)“, „Sq’ewá:lxw/Sq'ewá:lxw (Skawahlook)“, „Chawathil“, „Sq'éwqel/Sq’ewqeyl/Sq'ewqéyl (Seabird Island)“, „Shxw’ōwhámél/Shxw'ōwhámel (Shxw'ow'hamel)“, „Squawtits/Skwaw-Tits/Squatits (Peters Band)“, „Aywawwis/Ewa-Woos (Texas Lake/Tenas Lake)“ und „Yale“ werden heute durch folgende First Nations repräsentiert: „Popkum First Nation (Popkum Band)“, „Skawahlook First Nation“, „Chawathil First Nation (Chawathil Indian Band)“, „Seabird Island First Nation (Seabird Island Band)“, „Shxw'ow'hamel First Nation“, „Union Bar First Nation“, „Peters First Nation (Peters Band)“ und „Yale First Nation (Yale Indian Band)“.
Weitere größere Siedlungsgruppen bzw. Stó:lō-Stämme sind: die „Ts'elxwéyeqw (Chilliwack)“ („Volk von Tcil'Qe'uk, d. h. Tal der vielen Flüsse“) bewohnten das gesamte Vedder (Chilliwack) River Valley mit dem Sx̱ótsaqel/Chilliwack Lake Provincial Park und Chilliwack Lake (Sxotsaqel – „heiliger See“), Chilliwack River (Sts'elxwíqw' stó:lō), Cultus Lake, dem Harrison River und Gebiete des heutigen Stadtgebiets von Chilliwack (Ts'elxwíqw), die „Pelóxwlh Mestiyexw (Pilalt/Pil’alt)“ („Volk aus dem Dorf Peloxwlh“), die „Semà:th (Sumas)“ (Semá:th ist das dichten Gras oder Schilf am Semá:th See, umfassten mind. sieben Dörfer) im amerikanisch-kanadischen Grenzgebiet entlang des Sumas River (Stόtelō – „Bach“), Marshall Lonzo Creek (SeÍ:tslehōq'  – „driftender Sand“) und Saar Creek (Q'élem – „ruhig“) und die „Sq’éwlets/Sqwōwich (Scowlitz)“ („q'éw, d. h. um die Biegung des Flusses gehen, d. h. an der Mündung des Harrison River in den Fraser River“ und „Volk des Stör“).

## Sprache und Identität
Die Stó:lō sprachen/sprechen den Halqemeylem (Upriver)-Dialekt bzw. Stó: lō, einen der drei Dialekte des Halkomelem (korrekter: Halq'emeyleqel, die Endung -qel oder -eqel bedeutet wörtlich „von im Hals“ bzw. Halq'eméylem Sqwélte – „Halkomelem-Sprache“). „Stó꞉lō“ ist das Halqemeylem-Wort für „Fluss“ und mit „Te stó:lō“ – „den Fluss“ ist der Fraser River gemeint (es gibt keinen speziellen Namen für den Fraser River in ihrer Sprache, er ist einfach „der Fluss“), d. h. die Stó꞉lō sind somit die „Leute vom Sto:lo, d. h. vom Fraser River“. Die erste dokumentierte Erwähnung dieses Volkes als „die Stó꞉lō“ findet sich in Aufzeichnungen katholischer Oblatenmissionare aus den 1880er Jahren.
In der Fachliteratur werden zumeist auch die im Mündungsgebiet und am Unterlauf des Fraser River lebenden sieben First Nations – die Tsleil-Waututh Nation, Kwikwetlem First Nation, Katzie First Nation, Kwantlen First Nation, Musqueam Indian Band, Qayqayt First Nation (New Westminster Indian Band) und Tsawwassen First Nation – den „Stó:lō“ zugerechnet; diese sprachen/sprechen jedoch den Hunquminum (Downriver)-Dialekt bzw. Musqueam des Halkomelem und identifizieren sich nicht als „Stó:lō“ sondern als zwar sprachlich-kulturell eng verwandte, jedoch eigenständige Ethnien und verwenden als Oberbegriff manchmal „Musqueam“ (anglisiert von Xwməθkwəy̓əm/X'Muzk'I'Um – „Menschen vom Ort des Xwməθkwəy̓əm/X'Muzk'I'Um-Flussgrases“).
Allgemein werden alle Halkomelem-sprachigen Ethnien (die „Cowichan Tribes (Quw'utsun Mustimuhw)“ des Cowichan Valleys auf Vancouver Island, die „Musqueam (Xwməθkwəy̓əm/X'Muzk'I'Um)“ und „Stó:lō“) kulturell den Küsten-Salish und damit zum Pazifischen Nordwestküstenkultur gerechnet, jedoch hatten die „Stó꞉lō (Lower Fraser Salish)“ viele kulturelle Merkmale der direkt östlich im Binnenland auf der Hochebene lebenden benachbarten First Nations übernommen und ähnelten in ihrer Lebensweise daher den benachbarten Binnen-Salish, die dem nordwestlichen Plateau-Kulturareal zugerechnet werden. Da Spuzzum die Grenze der Stammesgebiete der „Tiyt/Tait (Upper Stó:lō)“ und der „Lower Nlaka'pamux (Thompson (River) Salish)“ bildete und die beiden Gruppen starke familiäre Verbindungen zueinander unterhielten, sprechen insbesondere die „Tiyt/Tait (Upper Stó:lō)“ auch den „Puchil-Dialekt (Yale-Dialekt)“ des Nlaka'pamuctsin (Nłeʔkepmxcin).

## Geschichte
Von den um 1850 vielleicht 3.000 Tait lebten im Jahr 1890 nur noch 932, 1910 gar nur noch 578. Nach Franz Boas gehörten zu den Cowichan am Fraser folgende Stämme: Chehalis, Chilliwack, Coquitlain, Ewawoos, Katsey, Kelatt, Kwantlin, Matsqui, Musqueam, Nicomen, Ohamil, Pilalt, Popkum, Scowlitz, Siyita, Sewathen, Snonkweametl, Skawawalooks, Squawtits. Sumass, Tait, Tsakuam, and Tsenes.
1869 missionierte Pater Charles Grandidier bei ihnen, zu einer Zeit, als sie durch den massenhaften Zuzug von Goldgräbern seit 1858 bereits in schwere Bedrängnis geraten waren. Angeblich, so berichtete jedenfalls der British Colonist aus Victoria, gelang es ihm, sie aus Alkoholproblemen und der Zersetzung durch heruntergekommene Weiße zu befreien. Die bereits 1861 gegründete Oblatenmission St. Mary’s Mission in Yale war wohl weniger erfolgreich.
Eine der wichtigsten Gruppen der Tait war die Yale Indian Band, deren Häuptling um 1881 Emmitt Liquatum war. Er war ein herausragender Führer der Stó:lo, die oft als Tait Indians beschrieben wurden. Ihre Hauptorte lagen bei Yale, Chehalis, Cheam und Hope. Dabei war die Region vor Ankunft der Goldgräber 1858 eine der am dichtesten besiedelten Gegenden der Pazifikküste, die sich 30 Stämme teilten, der überwiegende Teil von ihnen gehörte zu den Sto:lo.
1878 erließ die Regierung den restriktiven Fisheries Act, ein Fischereigesetz, das den Indigenen das gewohnte Fischfangrecht entzog, 1884 verbot sie das Potlatch, bei dem die Fischrechte traditionell verteilt wurden. Im nächsten Jahr erreichte die Canadian Pacific Railway die Region, wodurch Begräbnisstätten und Dörfer zerstört wurden. 1913/14 herrschte Hunger, weil die zweite Trasse der Bahn zu massiven Erdrutschen geführt hatte, die zu katastrophalen Ausfällen beim Fischfang führten.
Die Cheam nennen sich nach dem Berg Lhilhequey (Mt. Cheam). Auffällig ist ihre Jagd auf Schneeziegen, deren Wolle sie zu Decken verarbeiteten. Diese waren als Handelsgut begehrt, hatten aber auch eine hohe zeremonielle Bedeutung und gaben der Weberin zugleich spirituelle Kraft. Die Wolle wurde nicht geschoren, sondern dort, wo sie hängen geblieben war, eingesammelt. Mit der Ankunft zahlreicher Goldgräber wurden ihnen zunehmend Jagdgebiete zugunsten der Neuankömmlinge entzogen. Außerdem verdrängten billige Industrieprodukte aus England und bald Kanada die aufwändigen Produkte der Indianer.
Noch schlimmer erging es den Sumas am Sumas Lake. Ab 1920 wurde der See einfach trockengelegt, eine Siedlung verdrängte die Indianer.

## Aktuelle Situation
Die meisten First Nations der „Tiyt/Tait (Upper Stó:lō)“ sind heute in zwei Stammesräten organisiert; der Stó:lō Nation bzw. im Stó:lō Tribal Council, um politisch gegenüber der kanadischen Bundesregierung als auch der Provinzregierung ihre Rechte zu vertreten. Die acht First Nations der „Tiyt/Tait (Upper Stó:lō)“ zählen heute (Stand: Mai 2022) mit insgesamt 2.559 staatlicherseits anerkannten Stammesangehörigen zu den kleineren First Nations in Kanada.
Erst ab 1992 konnten die Stämme der Region ihre Fischrechte beim Obersten Gerichtshof durchsetzen. June Quipp, 1999 bis 2003 Häuptling der Cheam-Indianer, ist Nachkommin ihres Ur-Ur-Großvaters Leiemacha, der von 1808 bis 1866 Häuptling war. Ihr Vater Albert Douglas hatte dieses Amt von 1952 bis 1969 inne, ihr Bruder war Grand Chief Sam Douglas (1941–2001), der das Amt 31 Jahre führte. Am 10. Januar 2007 wurden alle Klagen gegen die Fischerei der Indianer in ihrem Gebiet, dem Pilalt Territory, fallengelassen.
Am 31. März 2003 blockierten die Sumas unter ihrem Häuptling Dalton Silver den Zugang für LKW in ihr Reservat, um ihre heiligen Stätten zu schützen. Von den rund 100 transformer rocks, Felsen, die an die Ursprünge der Stämme erinnern, ist im Sto:lo-Gebiet nur der älteste und bekannteste, der um 7000 v. Chr. bearbeitete Xa:ytem rock in Hatzic geschützt. Noch 1999 sprengte die Canadian National Railway einen solchen Felsen im Yale-Reservat.
Von den ursprünglichen Wäldern mit riesigen Bäumen ist nur noch ein winziger Rest im Pilalt Territory am Elk Creek übrig. 2003 protestierten die Cheam gegen die Versuche der Cattermole Timber Company, auch die letzten Baumriesen zu fällen. Hinzu kommen Landspekulation und der Bau von Golfplätzen, Lifts und Touristenunterkünften, die die Reservate bedrohen.